# Marea Moschee din Paris
Marea Moschee din Paris (în limba franceză Grande Mosquée de Paris) este principala moschee din Paris, capitala Franței. Este considerată cea mai mare și cea mai importantă moschee de pe teritoriul acestei țări, având un complex religios de clădiri anexe ce se întinde pe o suprafață de cca.7.500 de metri pătrați.

## Istorie și arhitectură
Istoria acestei moschei este strâns legată de formarea comunității musulmane din Paris, alcătuită din imigranți veniți din coloniile franceze ale Africii. Ideea construiri unei moschei la Paris apare pentru prima dată în anul 1842 și este reluată în 1846 de către Société orientale ce propune edificarea câte unei moschei, a unui cimitir și a unui seminar musulman la Paris și la Marsilia. Reacțiile negative venite din partea Ministerului Justiției și Religiei de la acel moment au oprit aceste demersuri. 

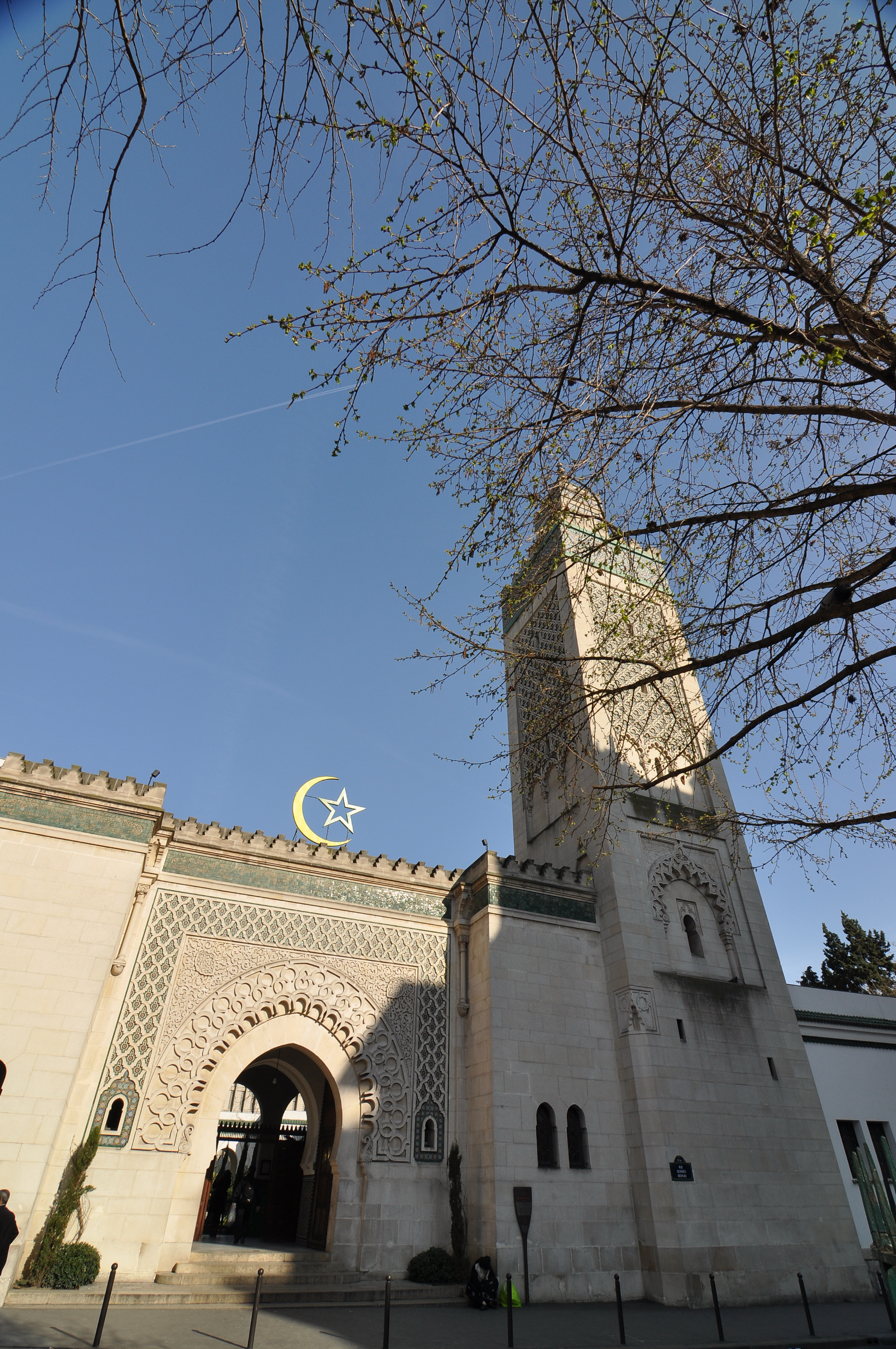
Intrarea în Marea Moschee.

În anul 1856, autoritățile franceze au permis ambasadei otomane din Paris să amenajeze o secțiune din Cimitirul de Est pentru defuncții musulmani. În apropierea acestui loc, otomanii au construit o cameră de rugăciune, socotită drept prima moschee de pe teritoriul Franței moderne. În 1914 s-a hotărât renovarea acestei clădiri aflată în paragină, construirea unui dom și decorarea cu elemente tipic islamice pentru a arăta faptul că acolo este o moschee. Primul Război Mondial a întârziat implementarea acestui proiect, iar în anul 1923 s-a constatat faptul că este inoportună această investiție pentru o construcție din  incinta cimitirului.
În anul 1895, Comitetul Africii Franceze, din care făceau parte Théophile Delcassé și Jules Cambon, a avut în vedere construcția unei moschei la Paris pentru comunitatea locală de musulmani. Un articol din ziarul La Presse din 1896 era foarte optimist privind acest proiect, vorbind despre un potențial sprijin financiar venit din partea sultanului otoman, viceregelui egiptean și a sultanului din Maroc. Jurnalistul și exploratorul Paul Bourdarie a scris și el un articol în ziarul La Revue indigène, în care a subliniat importanța construirii acestei moschei. El a făcut referire și la strânsele legături dintre Franța și Lumea musulmană, în special la relația regelui Francisc I cu sultanul Soliman I, dar și la simpatiile lui Napoleon I pentru islam.
În anul 1916 a fost construită o mică moschee în parcul Bois de Vincennes din estul Parisului. Rolul ei era acela de a servi drept loc de rugăciune pentru soldații musulmani înrolați în armata franceză și aduși la Paris.
În anul 1917 a fost creată Société des Habous et lieux saints d l'Islam, o asociație ce avea drept scop organizarea pelerinajelor anuale la Mecca pentru musulmanii din Franța și coloniile sale. Guvernul francez a hotărât ca această asociație să se ocupe și de proiectul construirii marii moschei. Prin legea din 20 august 1920, guvernul a alocat pentru proiectul moscheii 500.000 de franci. Locul ales pentru amplasare a fost cel al unui vechi spital, vizavi de Jardin des Plantes.
Construcția moscheii a început în anul 1922. Cel care a proiectat planul inițial al clădirii a fost arhitectul Maurice Tranchant de Lunel, proiect la care au contribuit ulterior Robert Fournez, Maurice Mantout și Charles Heubès. Stilul arhitectonic este specific Maghrebului și stilului maur. Complexul se inspiră din cel de la Universitatea Al-Qarawiyyin din Fes, Maroc și de la Moascheea Al-Zaytuna din Tunis. 
După aproape 4 ani de lucrări, moscheea a fost finalizată. Inaugurarea a avut loc vineri, 16 iulie 1926. Atunci au participat o serie de personalități importante, între care Gaston Doumergue, președintele Franței, sultanul Yusef al Marocului, vizirul Muhammad al-Muqri, teologul Si Kaddour Benghabrit și reprezentanți ai ambasadelor statelor musulmane la Paris. Cel care a fost invitat pentru a conduce întreg ceremonialul religios a fost charismaticul Ahmad Al-Alawi. De asemenea, regele Fuad I al Egiptului a donat în anul 1929 un minbar pentru moschee în care încă se mai țin predicile de vineri.
Marea Moschee constituie un întreg complex religios cu o suprafață de 7.500 de metri pătrați ce cuprinde nu doar moscheea propriu-zisă, ci și o școală islamică (medresă), o bibliotecă, o sală de conferință, mai multe grădini și clădiri anexe (un restaurant, o cafenea, o ceainărie etc). Întreg ansamblul este condus de către un muftiu cu titlu de rector, actualul fiind Chems-Eddine Hafiz.
În timpul ocupației naziste a Franței, marea moschee a fost un loc de refugiu pentru evrei. Sute de evrei au reușit să scape de autoritățile naziste între anii 1942-1944, cu sprijinul lui Si Kaddour Benghabrit, primul muftiu și rector al complexului. Pentru aceasta, urmașii lui Benghabrit au primit Medalia Justiției din partea Yad Vashem. 
Benghabrit a condus marea moschee din 1922 până în anul 1954, când a decedat. Cel care l-a succedat în funcția de rector vreme de doi ani a fost nepotul său, Ahmad Benghabrit. Au urmat apoi Hamza Boubakeur (1957-1982), Abbas Bencheikh (1982-1989), Tedjini Haddam (1989-1992), Dalil Boubakeur (1992-2020) și Chems-Eddine Hafiz (2020-prezent). Toți aceștia sunt de origine algeriană.
Rectorul marii moschei este cea mai importantă autoritate musulmană din Franța, fiind considerat reprezentantul sau vocea oficială a întregii comunități. 
De-a lungul timpului, în mod special după anul 2015, marea moschee a fost ținta mai multor atacuri islamofobe. Periodic, zidurile moscheii au fost vandalizate cu graffiti-uri cu lozinci rasiste sau anti-imigrație. În consecință, autoritățile au trebuit să ia măsuri pentru prevenirea unor astfel de incidente.
În octombrie 2022 a fost celebrat centenarul fondării marii moschei.